# 2021 în jocuri video
Acest articol prezintă evenimente importante legate de jocuri video din anul 2021. Vezi și istoria jocurilor video.

## Evenimente
În industria jocurilor video, în 2021 au fost lansate multe jocuri video noi. Numeroasele întârzieri ale lansărilor de software și hardware din cauza continuării pandemiei de COVID-19 au avut un impact puternic asupra programelor de dezvoltare, ducând la amânarea multor jocuri în acest an sau pe termen nelimitat. În plus, componentele hardware ale computerelor și consolelor au fost afectate de efectele combinate ale penuriei de semiconductori (parțial din cauza efectelor post-COVID-19) și de o creștere în creștere a mineritului de bitcoin care a tensionat aprovizionarea cu componente critice.
4 ianuarie - Nintendo a achiziționat dezvoltatorul canadian de jocuri video Next Level Games, finalizarea tranzacției fiind finalizată până la 1 martie.

### Lansări importante
- Werewolf: The Apocalypse – Heart of the Forest[3]
- Five Nights at Freddy's[4]
- Scott Pilgrim vs. the World: The Game – Complete Edition[5]
- Hitman 3[6]
- Age of Empires II: Definitive Edition – Lords of the West[7]
- Resident Evil Village
- Crab Game
- Diablo II: Resurrected

### Serii cu jocuri noi
Seriile în care au apărut jocuri noi sunt:  Age of Empires, Alex Kidd, Alien, Angelique, Aragami, A-Train, Baldur's Gate, Battlefield, Big Brain Academy, Blaster Master, Blue Reflection, Bus Simulator, Bravely Default, The Caligula Effect, Call of Duty, Chivalry: Medieval Warfare, The Dark Pictures Anthology, Demon Slayer: Kimetsu no Yaiba, DC Super Hero Girls, Diablo, Disgaea, Doctor Who, Dragon Quest, Drakengard, Dynasty Warriors, Everspace, Evil Genius, Far Cry,  Final Fantasy, Five Nights at Freddy's, Forza, Ghosts 'n Goblins, Guardians of the Galaxy, Guilty Gear, Halo, Hitman, Hot Wheels, The House of the Dead, The Idolmaster, King's Bounty, Jurassic Park, League of Legends, The Legend of Heroes, Life Is Strange, Little Nightmares, Lone Echo, Mario Golf, Mario Party, Megami Tensei, Metroid, Monster Hunter, No More Heroes, Oddworld, Pac-Man, Psychonauts, Ratchet & Clank, Resident Evil, Rune Factory, R-Type, Samurai Warriors, Sniper: Ghost Warrior, Star Wars, Stronghold, Story of Seasons, Subnautica, Super Mario, Syberia, System Shock, Tales, Vampire: The Masquerade, Wario, Werewolf: The Apocalypse, The World Ends with You, Wonder Boy & Yakuza.

### Hardware
| Luna      | Ziua | Consolă                           |
| --------- | ---- | --------------------------------- |
| iunie     | 15   | Atari VCS                         |
| octombrie | 8    | Nintendo Switch (OLED model)      |
| noiembrie | 3    | Evercade VS                       |
| noiembrie | 12   | Game & Watch: The Legend of Zelda |
| decembrie | 13   | Analogue Pocket                   |